# Thelebolales
Thelebolales é uma ordem de fungos da classe Leotiomycetes do filo Ascomycota. Contém uma única família, Thelebolaceae, circunscrita em 1968 pelo micologista finlandês Finn-Egil Eckblad.

## Géneros
Os 15 géneros listados abaixo estão incluídos em Thelebolaceae, segundo 2007 Outline of Ascomycota:
- Antarctomyces
- Ascophanus
- Ascozonus
- Caccobius
- Coprobolus
- Coprotiella
- Coprotus
- Dennisiopsis
- Leptokalpion
- Mycoarctium
- Ochotrichobolus
- Pseudascozonus
- Ramgea
- Thelebolus
- Trichobolus